# Ragadia luzonia
Ragadia luzonia är en fjärilsart som beskrevs av Felder 1861. Ragadia luzonia ingår i släktet Ragadia och familjen praktfjärilar. Inga underarter finns listade.